# Mathias Grönberg
Mathias David Grönberg (Stockholm, 12 maart 1970) is een Zweedse voormalig golfprofessional.

## Amateur
Mathias begon pas met golf toen hij vijftien jaar was, maar werd al gauw in het nationale jeugdteam opgenomen. Na drie jaar werd hij nationaal jeugdkampioen.

### Gewonnen
- 1988: Swedish Boys Championship
- 1990: British Youths Open Amateur Championship in Southerness
- 1991: Swedish Open

### Teams
- Eisenhower Trophy (namens Zweden): 1990 (winnend team en individueel winner)

## Professional
Mathias Grönberg werd in 1990 professional.

### Europese Tour
Vanaf 1993 speelde Grönberg op de Europese PGA Tour. In zijn debuutjaar eindigde hij op de tweede plaats op het Open op de Hilversumsche Golf Club achter Maarten Lafeber. In 1995 won hij de Canon European Masters in Crans, waardoor hij vijf jaar speelrecht op de Tour kreeg. Dat jaar eindigde hij op de 22ste plaats van de Order of Merit, hetgeen hij in 1998 verbeterde met een 10de plaats o.a. dankzij winst op de European Open. In 1998 werd hij dan ook gekozen voor het de Zweedse teams voor de Alfred Dunhill Cup en de World Cup. Eind 2004 moest Grönberg weer naar de Tourschool. In 2000 was Grönberg de beste op de South African Open en in 2003 won Grönberg de Italiaans Open.

### Amerikaanse Tour
Vanaf 2004 speelde Grönberg vooral op de Amerikaanse PGA Tour. Toch moest hij eind 2008 terug naar  Amerikaanse Qualifying School. In 2008 heeft hij een voetblessure en raakt zijn kaart kwijt maar haalde op de Qualifying School weer een kaart voor 2009. Daar behaalde hij in 2009 op de Nationwide Tour (NT) zijn eerste overwinning. Hij eindigde in de top-25 en promoveerde naar de Amerikaanse PGA Tour van 2010. Daarna zou Grönberg vooral uitkomen op de Nationwide Tour.

### Overwinningen
| Jaar | Toernooi                            | Tour              |
| ---- | ----------------------------------- | ----------------- |
| 1991 | SM Match Play                       | Challenge Tour    |
| 1995 | Canon European Masters              | Europese PGA Tour |
| 1998 | Smurfit European Open               | Europese PGA Tour |
| 2000 | South African Open                  | Europese PGA Tour |
| 2003 | Italiaans Open                      | Europese PGA Tour |
| 2009 | Melwood Prince George's County Open | Nationwide Tour   |

### Teamdeelnames
- Alfred Dunhill Cup (namens Zweden): 1998, 2000
- World Cup (namens Zweden): 1998, 2000
- Seve Trophy (namens continentaal Europa): 2002

### Resultaten op deMajors
| Major                 | 1990 | 1991 | 1992 | 1993 | 1994 | 1995 | 1996 | 1997 | 1998 | 1999 | 2000 | 2001 | 2002 | 2003 | 2004 | 2005 | 2006 | 2007 | 2008 | 2009 | 2010 | 2011 | 2012 | 2013 | 2014 | 2015 | 2016 | 2017 | 2018 |
| --------------------- | ---- | ---- | ---- | ---- | ---- | ---- | ---- | ---- | ---- | ---- | ---- | ---- | ---- | ---- | ---- | ---- | ---- | ---- | ---- | ---- | ---- | ---- | ---- | ---- | ---- | ---- | ---- | ---- | ---- |
| U.S. Open             |      |      |      |      |      |      |      |      |      | CUT  |      | T74  |      |      |      |      |      |      |      |      | CUT  |      |      |      |      |      |      |      |      |
| The Open Championship |      |      |      |      |      | CUT  |      |      |      | CUT  |      | CUT  | CUT  | T18  | T47  |      |      |      |      |      |      |      |      |      |      |      |      |      |      |
| PGA Championship      |      |      |      |      |      |      |      |      |      |      | CUT  | CUT  |      | CUT  |      |      |      |      |      |      |      |      |      |      |      |      |      |      |      |

CUT = miste de cut halverwege

### Resultaten op deWorld Golf Championships
| Toernooi             | 1999 | 2000 | 2001 | 2002 | 2003 | 2004 | 2005 | 2006 | 2007 | 2008 | 2009 | 2010 | 2011 | 2012 | 2013 | 2014 | 2015 | 2016 | 2017 | 2018 |
| -------------------- | ---- | ---- | ---- | ---- | ---- | ---- | ---- | ---- | ---- | ---- | ---- | ---- | ---- | ---- | ---- | ---- | ---- | ---- | ---- | ---- |
| WGC Kampioenschap    |      | T42  |      |      |      |      |      |      |      |      |      |      |      |      |      |      |      |      |      |      |
| WGC Matchplay        |      |      | R64  |      |      |      |      |      |      |      |      |      |      |      |      |      |      |      |      |      |
| WGC Invitational     |      |      |      |      |      |      |      |      |      |      |      |      |      |      |      |      |      |      |      |      |
| WGC - HSBC Champions |      |      |      |      |      |      |      |      |      |      |      |      |      |      |      |      |      |      |      |      |

CUT = miste de cut halverwege

## Mathias Grönberg Trophy
Grönberg heeft een Amerikaanse echtgenote, een zoon Van en een dochter Eva. In 2008 organiseerde hij de Mathias Grönberg Trophy in Zweden, om golf meer populair te maken bij de jeugd. Hij hoopt dat het een jaarlijks toernooi wordt.